# Füzesi Klári
Füzesi Klári (Budapest, 1952. március 30. –) magyar színésznő.

## Életpályája
A Budapesti Gyermekszínház Stúdiójában végzett 1978-ban, azóta szabadfoglalkozású színművésznő. Leggyakrabban a Karika Színpad és a Hókirálynő Meseszínpad  produkcióiban szerepel, rendezéssel és írással is foglalkozik. A Hókirálynő Egyesület titkára.

## Fontosabb színházi szerepei
- Jevgenyij Lvovics Svarc: Hókirálynő... Hókirálynő
- Kapecz Zsuzsa – Pataki Éva: Tündér a padláson... Piri néni
- Romhányi József: Hamupipőke... Gyöngyike
- Grimm fivérek: Holle anyó... Mostoha
- Turián György: A csodatévő varázspálca... Kapzsi Klára, korcsmárosné
- Csemer Géza – Szakcsi Lakatos Béla: A négy lópatkó...Sukaró, az erdők anyja; Bogyáló, cigányasszony
- Csemer Géza – Szakcsi Lakatos Béla: Csulánó, a vitéz cigány... Pancsavati erdei szellem
- Csemer Géza: A cigányprimadonna... Fehérváry Josefin (énektanár, volt színésznő)
- Mark Twain: Kodus és királyfi... Lady Elisabeth
- Török Sarolta: A szófogadatlan kiskakas... Mackó Masa
- Tóth János István: A fecsegő csodaszamár (székely népmese): Boszorkány
- Tóth János István: Szeleburdi nyuszi kalandjai... Vilma (varjú rádió)
- Tóth János István: Párjanincs királykisasszony... Mesélő (Hetedik bojtorján)
- Szécsi Magda: Cincinfrász kincsesládája... Időtündér
- Szécsi Magda – Tóth János István: Tavasztündér mosolya... Télkirálynő
- Szécsi Magda: A különleges fekete pillangó... Kuszandra királynő; Pókanyó
- Piroska és a farkas... Piri néni
- Jász István – Tóth János István: Zűrzavar a játszótéren... Turcsi Vilcsi (a villamos)
- Horváth Árpád Imre – Tóth János István: A furfangos garabonciás... Kár Mári (a varjú)
- Csukás István: Pintyőke cirkusz világszám!... Az erdő szelleme
- Szörévy Gábor: Varázserdő meséi... Viri varázsló Manó
- Füzesi Klári: Télapó karácsonya... Varjú néni

## Filmek, tv
- Ki beszél itt szerelemről? (1979)
- Patika (TV Series) (1995)
- Szamba  (1996)
- Öcsögök (2001)
- Stambuch (2005)
- Kincsem (2017)
- Mellékhatás (2020)

## Írása
- Télapó karácsonya

## Lemez
- Az Ószeres – Mai Kuplék, Sanzonok – Szerzői Kiadás (Author's Edition) – Megjelenés éve: 2001